# Đặng Thị Ngọc Thịnh
Đặng Thị Ngọc Thịnh, née le 25 décembre 1959 à Duy Trinh, est une femme d'État vietnamienne, vice-présidente de l'État de 2016 à 2021. Elle assume à ce titre les fonctions de présidente du Viêt Nam par intérim du 21 septembre au 23 octobre 2018.

## Biographie
Elle naît le 25 décembre 1959.
Membre du Parti communiste vietnamien (PCV) depuis 1979, elle fut vice-présidente permanente de l’Union des femmes vietnamiennes, secrétaire du comité du Parti de la province de Vinh Long (Sud) avant d’être élue vice-présidente du bureau du comité central du PCV en avril 2016. Elle occupe ce poste jusqu'au en avril 2021.
Durant son précédent mandat, Dang Thi Ngoc Thinh s’est attachée à promouvoir l’égalité entre hommes et femmes, l’autonomisation des femmes par le renforcement de leur rôle dans tous les aspects de la vie économique, politique, culturelle et sociale. Selon un rapport du Programme des Nations unies pour le développement (Pnud), le Vietnam est pratiquement parvenu à éliminer les discriminations dans les champs de l’éducation primaire, de l’alphabétisation, des soins de santé et du travail.
En tant que vice-présidente, elle assume les fonctions de présidente du Viêt Nam par intérim du 21 septembre au 23 octobre 2018 à la suite de la mort en fonction du président Trần Đại Quang. Elle est la première femme à exercer la fonction de chef de l'État du Viêt Nam et la première dans un État communiste depuis Song Qingling en Chine.
Elle parle couramment l'anglais[réf. souhaitée].